# Triangulació d'un polígon

Triangulació d'un polígon

En geometria, la triangulació d'un polígon o àrea poligonal és una partició d'aquesta àrea en un conjunt de triangles.